# پسیر ریس
پسیر ریس (به انگلیسی: Pasir Ris) یک ناحیهٔ شهری در کشور سنگاپور است که در سرشماری سال ۲۰۱۰ میلادی، ۱۳۳٬۸۶۳ نفر جمعیت داشته‌است.